# پیتز سوورتا
پیتز سوورتا (به لاتین: Piz Suvretta) یک کوه در سوئیس است که در کانتون گراوبوندن واقع شده‌ است. پیتز سوورتا ۳٬۱۴۴ متر بالاتر از سطح دریا واقع شده‌ است.